# 新庄橋 (広島市)
新庄橋（しんじょうばし）は、広島県広島市の太田川（太田川放水路）に架かる道路橋。

## 概要
広島県道277号古市広島線に属する橋

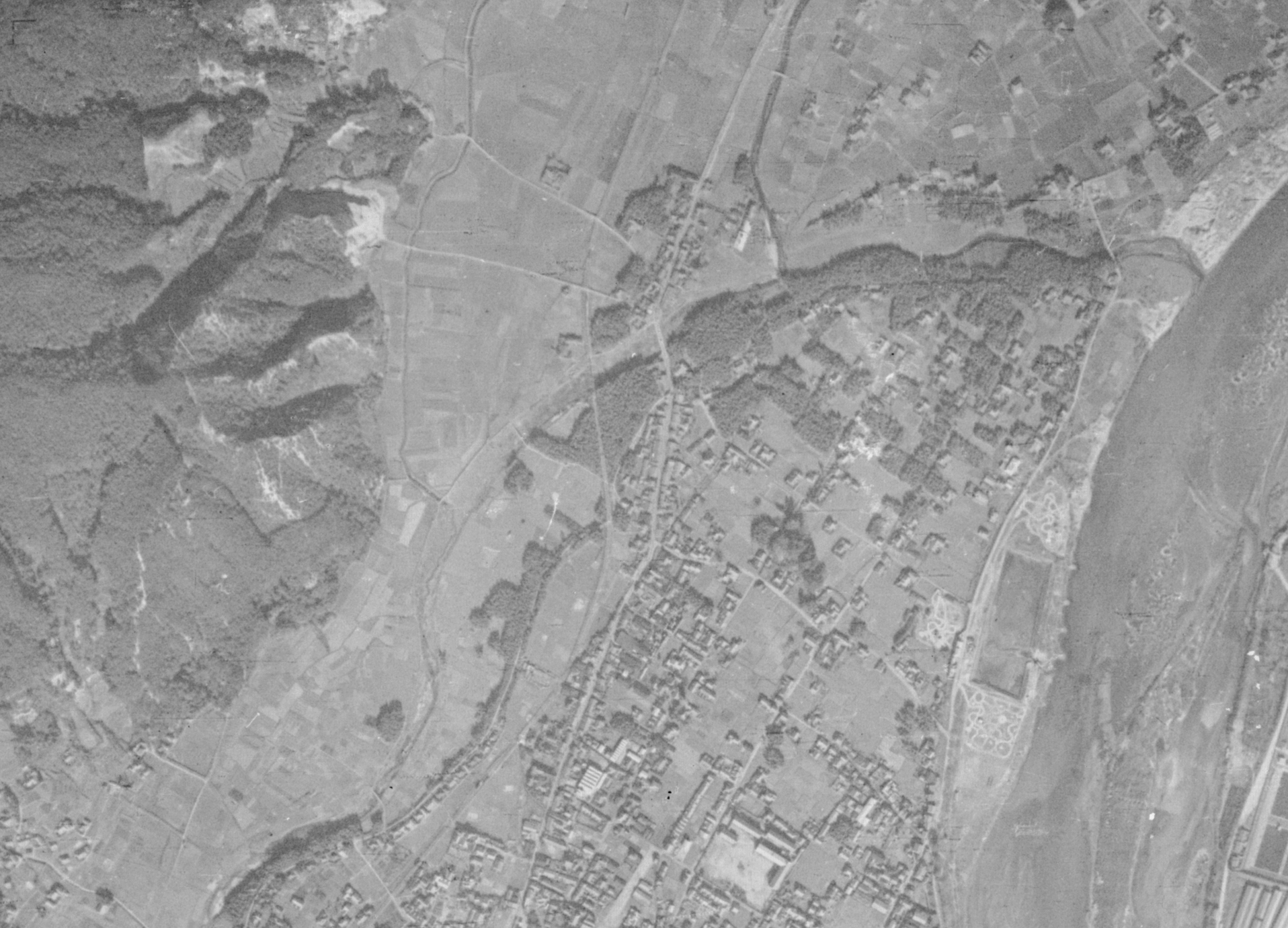
1939年旧陸軍撮影。

上流に国道183号（旧・国道54号）筋の祇園大橋、下流に広島市道三篠三滝線の三滝橋がある。南詰から少し南下するとJR横川駅にたどり着く。北詰に放水路工事に伴い移設された広島市立長束小学校があり、少し北へ進むとJR安芸長束駅にたどり着く。

## 歴史
この橋は元々雲石街道（可部街道）に架かる橋であった。雲石街道は、広島藩初代藩主福島正則が最初に整備したとされ、西国街道などの藩内の交通制度が固まった寛永期に公道となった。ここは当時安川（昔はここより下流の三滝町あたりまでが安川だった）を渡河する地点にあたる。北側には寛永期に一里塚“新庄一本木原”（広島城下から1里）が設けられた。江戸時代中頃になると商品経済の発達により物資の流通・人の往来も盛んになり、あわせて街道の整備が進められた。この地の南側には馬頭観音が祀られ、荷馬車を扱う人々に信仰され例年8月には例祭が行われていた。これらはのちの太田川放水路改修に伴い他に移されている。
新庄橋の最初の架橋時期は不明。『芸藩通志』には書かれていない。なお1881年（明治14年）頃には可部街道（雲石街道）は車利用可能な道になった。1909年（明治42年）に大日本軌道広島支社線（現在の可部線）が開通、新庄橋停留場（新庄橋駅）が設けられた。1932年（昭和7年）太田川放水路工事が決定し、それに伴い架替えが決定した。ただし実際に工事が進められたのは戦後からである。
1945年（昭和20年）8月6日の広島市への原子爆弾投下の際には被害はなかった。被爆者はこの橋を渡り北へ逃げている。ただ横川からの道路は倒壊物で埋まっていて通行不能状態であったため、安川の土手に回って新庄橋を渡り北へ逃げた。この橋まで来て安心したのか、ひとまず休息を取るものが多く、そのまま二度と動けないものもいた。
戦後、太田川放水路工事が続行、この付近の安川も流路変更となり、これに伴い1963年（昭和38年）12月にこの橋も現在の位置に架橋された。なお同年7月に可部線の完全切替が行われている。また、1953年（昭和28年）に二級国道広島米子線（現国道183号）、1963年（昭和38年）に国道54号の橋となったが、1965年（昭和40年）に、国道は上流側に架橋された祇園大橋に移った。現在は広島県道277号古市広島線に属する。

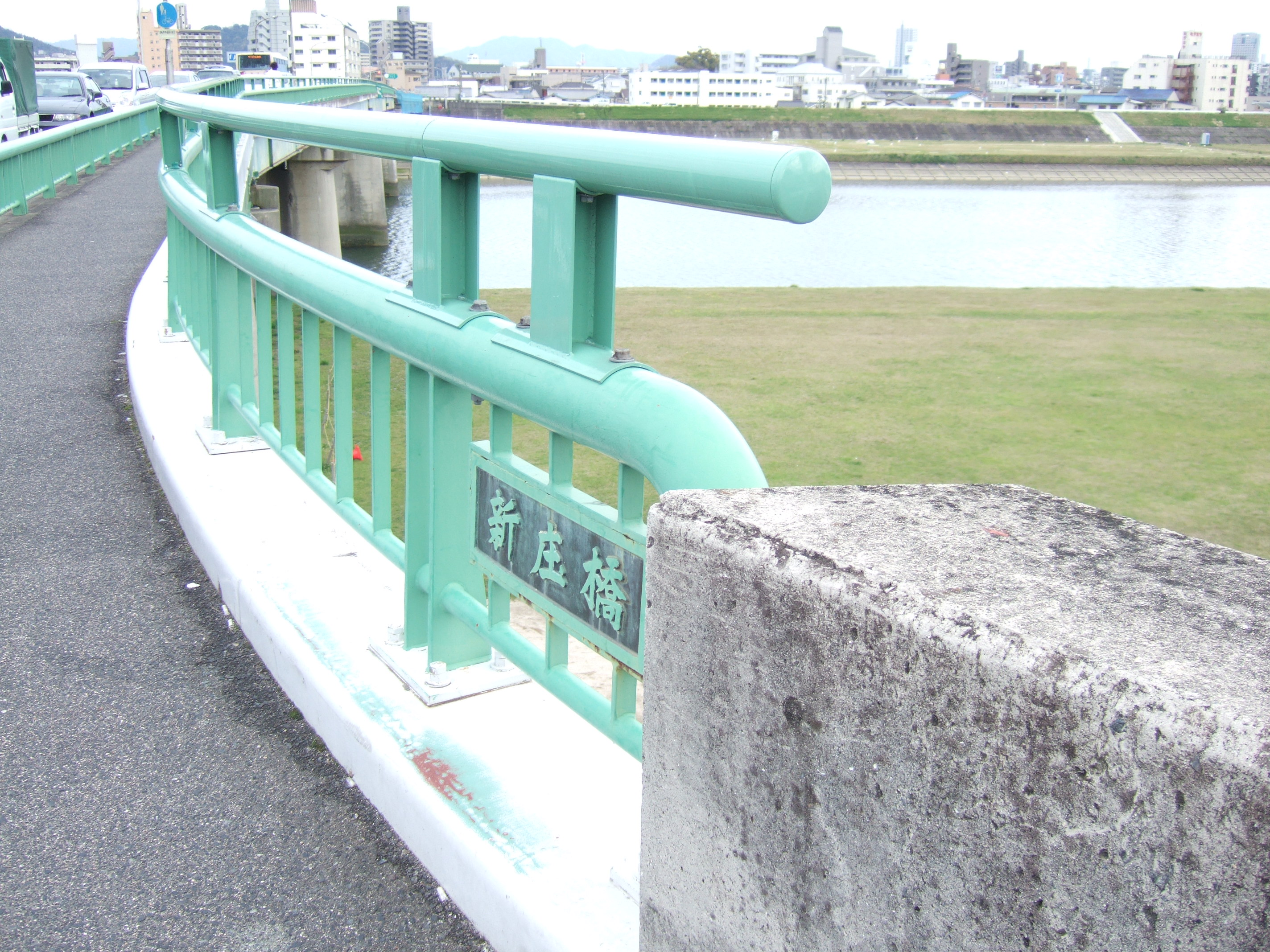
橋名板
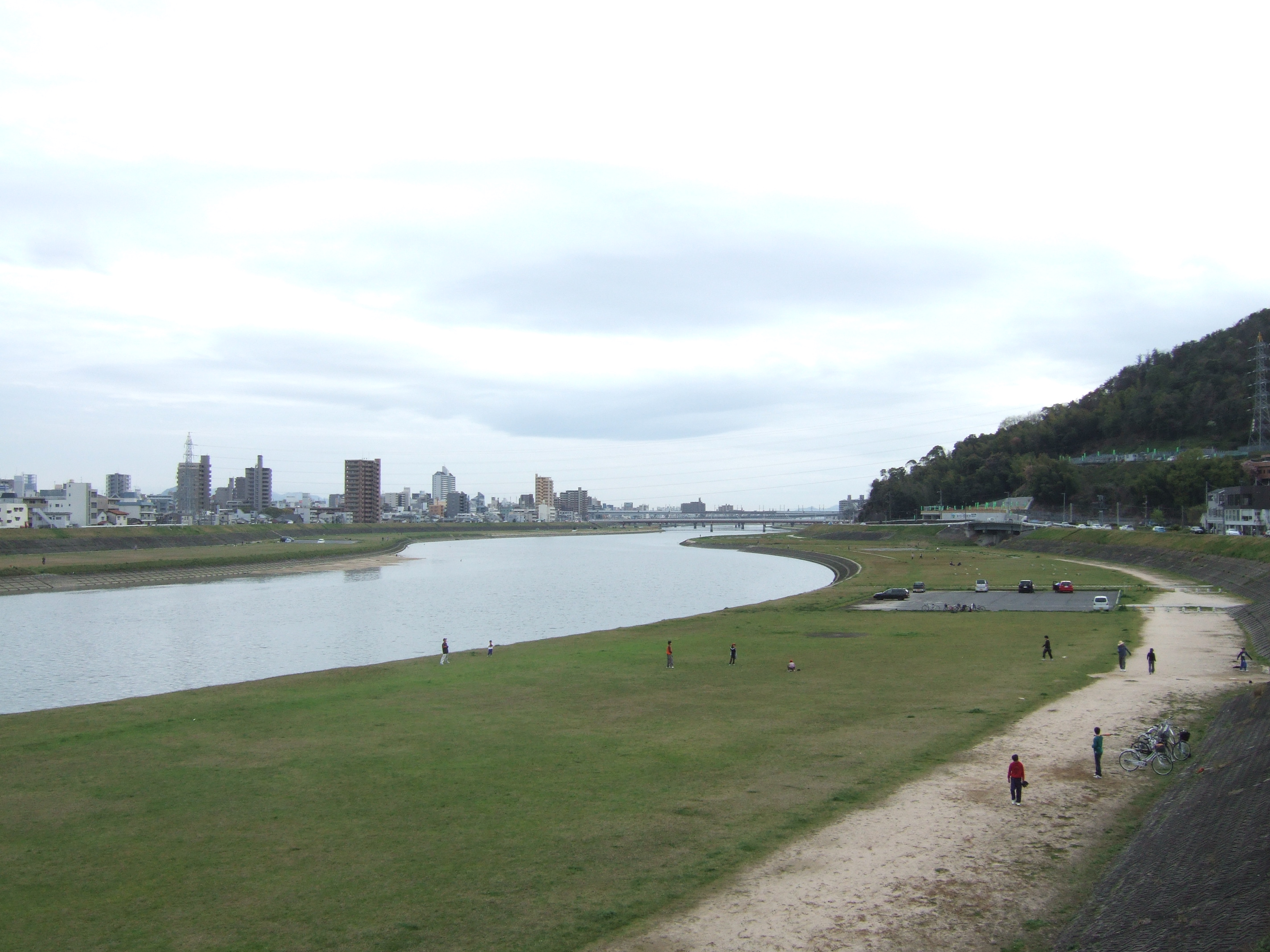